# 2018-as labdarúgó-világbajnokság-selejtező (AFC)
A 2018-as labdarúgó-világbajnokság ázsiai selejtező mérkőzéseit 2015-től 2017-ig játszották le. Összesen 46 ázsiai válogatott vett részt a selejtezőn. Ázsiából négy válogatott jutott ki automatikusan a világbajnokságra, az ötödik helyezett csapatnak interkontinentális pótselejtezőt kellett játszania.

## A selejtező lebonyolítása
Az ázsiai selejtező fordulói:
- Első forduló: 12 csapat vett részt (a 35–46. helyen rangsoroltak), a csapatok oda-visszavágós rendszerben mérkőznek, a párosítások győztesei továbbjutottak a második fordulóba.
- Második forduló: 40 csapat vett részt (az 1–34. helyen rangsoroltak és az első forduló 6 továbbjutója). A csapatokat nyolc darab ötcsapatos csoportba sorsolták, ahol körmérkőzéses oda-visszavágós rendszerben mérkőznek meg egymással. A nyolc csoportgyőztes és a négy legjobb második helyezett továbbjutott a harmadik fordulóba és kijutott a 2019-es Ázsia-kupára.
- Harmadik forduló: 12 csapat vett részt (a második forduló 12 továbbjutója). A csapatokat két darab hatcsapatos csoportba sorsolják, ahol körmérkőzéses oda-visszavágós rendszerben mérkőznek meg egymással. A két csoportgyőztes és a két csoportmásodik kijutott a világbajnokságra, a harmadik helyezettek pótselejtező mérkőzést játszottak.
- Negyedik forduló: A harmadik forduló két harmadik helyezett csapata oda-visszavágós rendszerben mérkőzött meg. A győztes interkontinentális pótselejtezőn vett részt.

## Rangsor
Mind a 46 ázsiai FIFA-tagország részt vett a selejtezőn. A rangsort a 2015 januári FIFA-világranglista alapján alakították ki, amelyek az alábbi táblázatban zárójelben olvashatók.
| Kiemelve a 2. fordulóba (1–34. helyezettek) | Kiemelve a 2. fordulóba (1–34. helyezettek) | Az 1. forduló résztvevői (35–46. helyezettek) |
| --- | --- | --- |
| 1. Irán (51.) 2. Japán (54.) 3. Dél-Korea (69.) 4. Üzbegisztán (71.) 5. Egyesült Arab Emírségek (80.) 6. Katar (92.) 7. Omán (93.) 8. Jordánia (93.) 9. Kína (96.) 10. Ausztrália (100.) 11. Szaúd-Arábia (102.) 12. Bahrein (110.) 13. Irak (114.) 14. Palesztina (115.) 15. Libanon (122.) 16. Kuvait (125.) 17. Fülöp-szigetek (129.) | 1. Maldív-szigetek (131.) 2. Vietnám (133.) 3. Tádzsikisztán (136.) 4. Mianmar (141.) 5. Afganisztán (142.) 6. Thaiföld (144.) 7. Türkmenisztán (147.) 8. Észak-Korea (150.) 9. Szíria (151.) 10. Kirgizisztán (152.) 11. Malajzia (154.) 12. Hongkong (156.) 13. Szingapúr (157.) 14. Indonézia (159.) 15. Laosz (160.) 16. Guam (161.) 17. Banglades (165.) | 1. India (171.) 2. Srí Lanka (172.) 3. Jemen (176.) 4. Kambodzsa (179.) 5. Tajvan (182.) 6. Kelet-Timor (185.) 7. Nepál (186.) 8. Makaó (186.) 9. Pakisztán (188.) 10. Mongólia (194.) 11. Brunei (198.) 12. Bhután (209.) |

## Naptár
Az egyes fordulók dátumai a következők:
| Forduló         | Mérkőzésnap   | Dátum               |
| --------------- | ------------- | ------------------- |
| Első forduló    | 1. mérkőzések | 2015. március 12.   |
| Első forduló    | 2. mérkőzések | 2015. március 17.   |
| Második forduló | 1. forduló    | 2015. június 11.    |
| Második forduló | 2. forduló    | 2015. június 16.    |
| Második forduló | 3. forduló    | 2015. szeptember 3. |
| Második forduló | 4. forduló    | 2015. szeptember 8. |
| Második forduló | 5. forduló    | 2015. október 8.    |
| Második forduló | 6. forduló    | 2015. október 13.   |
| Második forduló | 7. forduló    | 2015. november 12.  |
| Második forduló | 8. forduló    | 2015. november 17.  |
| Második forduló | 9. forduló    | 2016. március 24.   |
| Második forduló | 10. forduló   | 2016. március 29.   |

| Forduló          | Mérkőzésnap | Dátum               |
| ---------------- | ----------- | ------------------- |
| Harmadik forduló | 1. forduló  | 2016. szeptember 1. |
| Harmadik forduló | 2. forduló  | 2016. szeptember 6. |
| Harmadik forduló | 3. forduló  | 2016. október 6.    |
| Harmadik forduló | 4. forduló  | 2016. október 11.   |
| Harmadik forduló | 5. forduló  | 2016. november 15.  |
| Harmadik forduló | 6. forduló  | 2017. március 23.   |
| Harmadik forduló | 7. forduló  | 2017. március 28.   |
| Harmadik forduló | 8. forduló  | 2017. június 13.    |
| Harmadik forduló | 9. forduló  | 2017. augusztus 31. |
| Harmadik forduló | 10. forduló | 2017. szeptember 5. |

A negyedik forduló két mérkőzését 2017. október 6-án és 10-én között játszották. Az interkontinentális pótselejtezőkre 2017. november 6-án és 14-én kerül sor.

## Első forduló
Az első forduló sorsolását 2015. február 10-én, 15:30-tól (MYT) (UTC+8) tartották, Kuala Lumpurban, Malajziában.
A párosítások győztesei a második fordulóba jutottak.
| 1. csapat   | Össz.Tooltip Aggregate score | 2. csapat | 1. mérk. | 2. mérk. |
| ----------- | ---------------------------- | --------- | -------- | -------- |
| India       | 2–0                          | Nepál     | 2–0      | 0–0      |
| Jemen       | 3–1                          | Pakisztán | 3–1      | 0–0      |
| Kelet-Timor | 5–1                          | Mongólia  | 4–1      | 1–0      |
| Kambodzsa   | 4–1                          | Makaó     | 3–0      | 1–1      |
| Tajvan      | 2–1                          | Brunei    | 0–1      | 2–0      |
| Srí Lanka   | 1–3                          | Bhután    | 0–1      | 1–2      |

## Második forduló
A csoportok sorsolását 2015. április 14-én, 17 órától tartották Kuala Lumpurban. A nyolc csoportgyőztes és a négy legjobb második helyezett továbbjutott a harmadik fordulóba és kijutott a 2019-es Ázsia-kupára.

### A csoport
| Hely. | Csapat                  | M | Gy | D | V | G+ | G– | Gk  | P  | Továbbjutás                                             |  | Szaúd-Arábia | Egyesült Arab Emírségek | Palesztina | Malajzia | Kelet-Timor |
| ----- | ----------------------- | - | -- | - | - | -- | -- | --- | -- | ------------------------------------------------------- |  | ------------ | ----------------------- | ---------- | -------- | ----------- |
| 1.    | Szaúd-Arábia            | 8 | 6  | 2 | 0 | 28 | 4  | +24 | 20 | Továbbjutott a 3. fordulóba és kijutott az Ázsia-kupára |  | —            | 2–1                     | 3–2        | 2–0      | 7–0         |
| 2.    | Egyesült Arab Emírségek | 8 | 5  | 2 | 1 | 25 | 4  | +21 | 17 | Továbbjutott a 3. fordulóba és kijutott az Ázsia-kupára |  | 1–1          | —                       | 2–0        | 10–0     | 8–0         |
| 3.    | Palesztina              | 8 | 3  | 3 | 2 | 22 | 6  | +16 | 12 | Továbbjutott az Ázsia-kupa selejtező, 3. fordulójába    |  | 0–0          | 0–0                     | —          | 6–0      | 7–0         |
| 4.    | Malajzia                | 8 | 1  | 1 | 6 | 3  | 30 | −27 | 4  | Továbbjutott az Ázsia-kupa selejtező, rájátszásába      |  | 0–3          | 1–2                     | 0–6        | —        | 1–1         |
| 5.    | Kelet-Timor             | 8 | 0  | 2 | 6 | 2  | 36 | −34 | 2  | Továbbjutott az Ázsia-kupa selejtező, rájátszásába      |  | 0–1          | 0–1                     | 1–1        | 0–1      | —           |

1. ↑  A Malajzia–Szaúd-Arábia mérkőzés 2015. szeptember 8-án, a 87. percben félbeszakadt, mert a nézők tárgyakat dobáltak a pályára. Szaúd-Arábia 2–1-re vezetett. 2015. október 5-én a mérkőzést a FIFA 3–0 arányban Szaúd-Arábia javára írta.[10][11]

### B csoport
| Hely. | Csapat        | M | Gy | D | V | G+ | G– | Gk  | P  | Továbbjutás                                             |  | Ausztrália (ország) | Jordánia | Kirgizisztán | Tádzsikisztán | Banglades |
| ----- | ------------- | - | -- | - | - | -- | -- | --- | -- | ------------------------------------------------------- |  | ------------------- | -------- | ------------ | ------------- | --------- |
| 1.    | Ausztrália    | 8 | 7  | 0 | 1 | 29 | 4  | +25 | 21 | Továbbjutott a 3. fordulóba és kijutott az Ázsia-kupára |  | —                   | 5–1      | 3–0          | 7–0           | 5–0       |
| 2.    | Jordánia      | 8 | 5  | 1 | 2 | 21 | 7  | +14 | 16 | Továbbjutott a 3. fordulóba és kijutott az Ázsia-kupára |  | 2–0                 | —        | 0–0          | 3–0           | 8–0       |
| 3.    | Kirgizisztán  | 8 | 4  | 2 | 2 | 10 | 8  | +2  | 14 | Továbbjutott az Ázsia-kupa selejtező, 3. fordulójába    |  | 1–2                 | 1–0      | —            | 2–2           | 2–0       |
| 4.    | Tádzsikisztán | 8 | 1  | 2 | 5 | 9  | 20 | −11 | 5  | Továbbjutott az Ázsia-kupa selejtező, rájátszásába      |  | 0–3                 | 1–3      | 0–1          | —             | 5–0       |
| 5.    | Banglades     | 8 | 0  | 1 | 7 | 2  | 32 | −30 | 1  | Továbbjutott az Ázsia-kupa selejtező, rájátszásába      |  | 0–4                 | 0–4      | 1–3          | 1–1           | —         |

### C csoport
| Hely. | Csapat          | M | Gy | D | V | G+ | G– | Gk  | P  | Továbbjutás                                             |  | Katar | Kína | Hongkong | Maldív-szigetek | Bhután |
| ----- | --------------- | - | -- | - | - | -- | -- | --- | -- | ------------------------------------------------------- |  | ----- | ---- | -------- | --------------- | ------ |
| 1.    | Katar           | 8 | 7  | 0 | 1 | 29 | 4  | +25 | 21 | Továbbjutott a 3. fordulóba és kijutott az Ázsia-kupára |  | —     | 1–0  | 2–0      | 4–0             | 15–    |
| 2.    | Kína            | 8 | 5  | 2 | 1 | 27 | 1  | +26 | 17 | Továbbjutott a 3. fordulóba és kijutott az Ázsia-kupára |  | 2–0   | —    | 0–0      | 4–0             | 12–    |
| 3.    | Hongkong        | 8 | 4  | 2 | 2 | 13 | 5  | +8  | 14 | Továbbjutott az Ázsia-kupa selejtező, 3. fordulójába    |  | 2–3   | 0–0  | —        | 2–0             | 7–0    |
| 4.    | Maldív-szigetek | 8 | 2  | 0 | 6 | 8  | 20 | −12 | 6  | Továbbjutott az Ázsia-kupa selejtező, rájátszásába      |  | 0–1   | 0–3  | 0–1      | —               | 4–2    |
| 5.    | Bhután          | 8 | 0  | 0 | 8 | 5  | 52 | −47 | 0  | Továbbjutott az Ázsia-kupa selejtező, rájátszásába      |  | 0–3   | 0–6  | 0–1      | 3–4             | —      |

### D csoport
| Hely. | Csapat        | M | Gy | D | V | G+ | G– | Gk  | P  | Továbbjutás                                             |  | Irán | Omán | Türkmenisztán | Guam | India |
| ----- | ------------- | - | -- | - | - | -- | -- | --- | -- | ------------------------------------------------------- |  | ---- | ---- | ------------- | ---- | ----- |
| 1.    | Irán          | 8 | 6  | 2 | 0 | 26 | 3  | +23 | 20 | Továbbjutott a 3. fordulóba és kijutott az Ázsia-kupára |  | —    | 2–0  | 3–1           | 6–0  | 4–0   |
| 2.    | Omán          | 8 | 4  | 2 | 2 | 11 | 7  | +4  | 14 | Továbbjutott a 3. fordulóba és kijutott az Ázsia-kupára |  | 1–1  | —    | 3–1           | 1–0  | 3–0   |
| 3.    | Türkmenisztán | 8 | 4  | 1 | 3 | 10 | 11 | −1  | 13 | Továbbjutott az Ázsia-kupa selejtező, 3. fordulójába    |  | 1–1  | 2–1  | —             | 1–0  | 2–1   |
| 4.    | Guam          | 8 | 2  | 1 | 5 | 3  | 16 | −13 | 7  | Továbbjutott az Ázsia-kupa selejtező, rájátszásába      |  | 0–6  | 0–0  | 1–0           | —    | 2–1   |
| 5.    | India         | 8 | 1  | 0 | 7 | 5  | 18 | −13 | 3  | Továbbjutott az Ázsia-kupa selejtező, rájátszásába      |  | 0–3  | 1–2  | 1–2           | 1–0  | —     |

1. ↑  Az India–Irán mérkőzést a FIFA 3–0 arányban Irán javára írta az indiai Eugeneson Lyngdoh jogosulatlan szereplése miatt.[12] A mérkőzést eredetileg Irán nyerte 3–0-ra.

### E csoport
| Hely. | Csapat      | M | Gy | D | V | G+ | G– | Gk  | P  | Továbbjutás                                             |  | Japán | Szíria | Szingapúr | Afganisztán | Kambodzsa |
| ----- | ----------- | - | -- | - | - | -- | -- | --- | -- | ------------------------------------------------------- |  | ----- | ------ | --------- | ----------- | --------- |
| 1.    | Japán       | 8 | 7  | 1 | 0 | 27 | 0  | +27 | 22 | Továbbjutott a 3. fordulóba és kijutott az Ázsia-kupára |  | —     | 5–0    | 0–0       | 5–0         | 3–0       |
| 2.    | Szíria      | 8 | 6  | 0 | 2 | 26 | 11 | +15 | 18 | Továbbjutott a 3. fordulóba és kijutott az Ázsia-kupára |  | 0–3   | —      | 1–0       | 5–2         | 6–0       |
| 3.    | Szingapúr   | 8 | 3  | 1 | 4 | 9  | 9  | 0   | 10 | Továbbjutott az Ázsia-kupa selejtező, 3. fordulójába    |  | 0–3   | 1–2    | —         | 1–0         | 2–1       |
| 4.    | Afganisztán | 8 | 3  | 0 | 5 | 8  | 24 | −16 | 9  | Továbbjutott az Ázsia-kupa selejtező, rájátszásába      |  | 0–6   | 0–6    | 2–1       | —           | 3–0       |
| 5.    | Kambodzsa   | 8 | 0  | 0 | 8 | 1  | 27 | −26 | 0  | Továbbjutott az Ázsia-kupa selejtező, rájátszásába      |  | 0–2   | 0–6    | 0–4       | 0–1         | —         |

### F csoport
| Hely. | Csapat        | M | Gy | D | V | G+ | G– | Gk  | P  | Továbbjutás                                             |  | Thaiföld | Irak | Vietnám | Kínai Köztársaság | Indonézia |
| ----- | ------------- | - | -- | - | - | -- | -- | --- | -- | ------------------------------------------------------- |  | -------- | ---- | ------- | ----------------- | --------- |
| 1.    | Thaiföld      | 6 | 4  | 2 | 0 | 14 | 6  | +8  | 14 | Továbbjutott a 3. fordulóba és kijutott az Ázsia-kupára |  | —        | 2–2  | 1–0     | 4–2               | —         |
| 2.    | Irak          | 6 | 3  | 3 | 0 | 13 | 6  | +7  | 12 | Továbbjutott a 3. fordulóba és kijutott az Ázsia-kupára |  | 2–2      | —    | 1–0     | 5–1               | —         |
| 3.    | Vietnám       | 6 | 2  | 1 | 3 | 7  | 8  | −1  | 7  | Továbbjutott az Ázsia-kupa selejtező, 3. fordulójába    |  | 0–3      | 1–1  | —       | 4–1               | —         |
| 4.    | Tajvan        | 6 | 0  | 0 | 6 | 5  | 19 | −14 | 0  | Továbbjutott az Ázsia-kupa selejtező, rájátszásába      |  | 0–2      | 0–2  | 1–2     | —                 | —         |
| 5.    | Indonézia (D) | 0 | 0  | 0 | 0 | 0  | 0  | 0   | 0  | A FIFA kizárta                                          |  | —        | —    | —       | —                 | —         |

1. ↑  2015. május 30-án a FIFA bejelentette, hogy Indonéziát kizárta a selejtezőből.[13] 2015. június 3-án az AFC bejelentette, hogy Indonézia mérkőzéseit törölték.[14]

### G csoport
| Hely. | Csapat    | M | Gy | D | V | G+ | G– | Gk  | P  | Továbbjutás                                             |  | Dél-Korea | Libanon | Kuvait | Mianmar | Laosz |
| ----- | --------- | - | -- | - | - | -- | -- | --- | -- | ------------------------------------------------------- |  | --------- | ------- | ------ | ------- | ----- |
| 1.    | Dél-Korea | 8 | 8  | 0 | 0 | 27 | 0  | +27 | 24 | Továbbjutott a 3. fordulóba és kijutott az Ázsia-kupára |  | —         | 1–0     | 3–0    | 4–0     | 8–0   |
| 2.    | Libanon   | 8 | 3  | 2 | 3 | 12 | 6  | +6  | 11 | Továbbjutott a 3. fordulóba és kijutott az Ázsia-kupára |  | 0–3       | —       | 0–1    | 1–1     | 7–0   |
| 3.    | Kuvait    | 8 | 3  | 1 | 4 | 12 | 10 | +2  | 10 | Továbbjutott az Ázsia-kupa selejtező, 3. fordulójába    |  | 0–1       | 0–0     | —      | 9–0     | 0–3   |
| 4.    | Mianmar   | 8 | 2  | 2 | 4 | 9  | 21 | −12 | 8  | Továbbjutott az Ázsia-kupa selejtező, rájátszásába      |  | 0–2       | 0–2     | 3–0    | —       | 3–1   |
| 5.    | Laosz     | 8 | 1  | 1 | 6 | 6  | 29 | −23 | 4  | Továbbjutott az Ázsia-kupa selejtező, rájátszásába      |  | 0–5       | 0–2     | 0–2    | 2–2     | —     |

1. 1 2 3 4  2015. október 16-án a FIFA bejelentette, hogy a Kuvaiti labdarúgó-szövetség tagságát felfüggesztette.[15] A 2015. november 17-ére kiírt Mianmar–Kuvait mérkőzést nem játszották le a felfüggesztés miatt,[16] 2016. január 13-án a FIFA a mérkőzést 3–0 arányban Mianmar javára írta.[17] A 2016. március 24-ére, és 29-ére kiírt Kuvait–Laosz, valamint a Dél-Korea–Kuvait mérkőzést nem játszották le, 2016. április 6-án a FIFA a mérkőzéseket 3–0 arányban Laosz, illetve Dél-Korea javára írta.[18]

### H csoport
| Hely. | Csapat         | M | Gy | D | V | G+ | G– | Gk  | P  | Továbbjutás                                             |  | Üzbegisztán | Észak-Korea | Fülöp-szigetek | Bahrein | Jemen |
| ----- | -------------- | - | -- | - | - | -- | -- | --- | -- | ------------------------------------------------------- |  | ----------- | ----------- | -------------- | ------- | ----- |
| 1.    | Üzbegisztán    | 8 | 7  | 0 | 1 | 20 | 7  | +13 | 21 | Továbbjutott a 3. fordulóba és kijutott az Ázsia-kupára |  | —           | 3–1         | 1–0            | 1–0     | 1–0   |
| 2.    | Észak-Korea    | 8 | 5  | 1 | 2 | 14 | 8  | +6  | 16 | Továbbjutott a 3. fordulóba és kijutott az Ázsia-kupára |  | 4–2         | —           | 0–0            | 2–0     | 1–0   |
| 3.    | Fülöp-szigetek | 8 | 3  | 1 | 4 | 8  | 12 | −4  | 10 | Továbbjutott az Ázsia-kupa selejtező, 3. fordulójába    |  | 1–5         | 3–2         | —              | 2–1     | 0–1   |
| 4.    | Bahrein        | 8 | 3  | 0 | 5 | 10 | 10 | 0   | 9  | Továbbjutott az Ázsia-kupa selejtező, rájátszásába      |  | 0–4         | 0–1         | 2–0            | —       | 3–0   |
| 5.    | Jemen          | 8 | 1  | 0 | 7 | 2  | 17 | −15 | 3  | Továbbjutott az Ázsia-kupa selejtező, rájátszásába      |  | 1–3         | 0–3         | 0–2            | 0–4     | —     |

1. ↑  A Jemen–Észak-Korea mérkőzést a FIFA 3–0-val Észak-Korea javára írta, a jemeni Mudir Al-Radaei jogosulatlan szereplése miatt. A mérkőzést eredetileg Észak-Korea nyerte 1–0-ra.[19]

### Másodikok sorrendje
A csoportmásodikok sorrendjét a következők szerint kellett meghatározni:
1. több szerzett pont (3 pont a győzelem, 1 pont a döntetlen, 0 pont a vereség)
2. jobb gólkülönbség
3. több szerzett gól
4. rájátszás mérkőzés semleges helyszínen

Indonézia kizárása miatt az F csoportban csak négy csapat szerepelt. Emiatt az ötödik helyezett csapat elleni eredményeket nem vették figyelembe a rangsorolásnál.
| Hely. | Cs | Csapat                  | M | Gy | D | V | G+ | G– | Gk  | P  | Továbbjutás                                             |
| ----- | -- | ----------------------- | - | -- | - | - | -- | -- | --- | -- | ------------------------------------------------------- |
| 1.    | F  | Irak                    | 6 | 3  | 3 | 0 | 13 | 6  | +7  | 12 | Továbbjutott a 3. fordulóba és kijutott az Ázsia-kupára |
| 2.    | E  | Szíria                  | 6 | 4  | 0 | 2 | 14 | 11 | +3  | 12 | Továbbjutott a 3. fordulóba és kijutott az Ázsia-kupára |
| 3.    | A  | Egyesült Arab Emírségek | 6 | 3  | 2 | 1 | 16 | 4  | +12 | 11 | Továbbjutott a 3. fordulóba és kijutott az Ázsia-kupára |
| 4.    | C  | Kína                    | 6 | 3  | 2 | 1 | 9  | 1  | +8  | 11 | Továbbjutott a 3. fordulóba és kijutott az Ázsia-kupára |
| 5.    | H  | Észak-Korea             | 6 | 3  | 1 | 2 | 10 | 8  | +2  | 10 | Továbbjutott az Ázsia-kupa selejtező, 3. fordulójába    |
| 6.    | B  | Jordánia                | 6 | 3  | 1 | 2 | 9  | 7  | +2  | 10 | Továbbjutott az Ázsia-kupa selejtező, 3. fordulójába    |
| 7.    | D  | Omán                    | 6 | 2  | 2 | 2 | 6  | 6  | 0   | 8  | Továbbjutott az Ázsia-kupa selejtező, 3. fordulójába    |
| 8.    | G  | Libanon                 | 6 | 1  | 2 | 3 | 3  | 6  | −3  | 5  | Továbbjutott az Ázsia-kupa selejtező, 3. fordulójába    |

## Harmadik forduló
A csapatokat két darab hatcsapatos csoportba sorsolták, ahol körmérkőzéses oda-visszavágós rendszerben mérkőztek meg egymással. A két csoportgyőztes és a két csoportmásodik kijutott a világbajnokságra, a harmadik helyezettek a negyedik fordulóba kerültek.

### A csoport
| Hely. | Csapat      | M  | Gy | D | V | G+ | G– | Gk | P  | Továbbjutás                         |     | Irán | Dél-Korea | Szíria | Üzbegisztán | Kína | Katar |
| ----- | ----------- | -- | -- | - | - | -- | -- | -- | -- | ----------------------------------- | --- | ---- | --------- | ------ | ----------- | ---- | ----- |
| 1.    | Irán        | 10 | 6  | 4 | 0 | 10 | 2  | +8 | 22 | Kijutott a 2018-as világbajnokságra |     | —    | 1–0       | 2–2    | 2–0         | 1–0  | 2–0   |
| 2.    | Dél-Korea   | 10 | 4  | 3 | 3 | 11 | 10 | +1 | 15 | Kijutott a 2018-as világbajnokságra |     | 0–0  | —         | 1–0    | 2–1         | 3–2  | 3–2   |
| 3.    | Szíria      | 10 | 3  | 4 | 3 | 9  | 8  | +1 | 13 | Negyedik forduló                    |     | 0–0  | 0–0       | —      | 1–0         | 2–2  | 3–1   |
| 4.    | Üzbegisztán | 10 | 4  | 1 | 5 | 6  | 7  | −1 | 13 |                                     |     | 0–1  | 0–0       | 1–0    | —           | 2–0  | 1–0   |
| 5.    | Kína        | 10 | 3  | 3 | 4 | 8  | 10 | −2 | 12 |                                     | 0–0 | 1–0  | 0–1       | 1–0    | —           | 0–0  |       |
| 6.    | Katar       | 10 | 2  | 1 | 7 | 8  | 15 | −7 | 7  |                                     | 0–1 | 3–2  | 1–0       | 0–1    | 1–2         | —    |       |

### B csoport
| Hely. | Csapat                  | M  | Gy | D | V | G+ | G– | Gk  | P  | Továbbjutás                         |     | Japán | Szaúd-Arábia | Ausztrália (ország) | Egyesült Arab Emírségek | Irak | Thaiföld |
| ----- | ----------------------- | -- | -- | - | - | -- | -- | --- | -- | ----------------------------------- | --- | ----- | ------------ | ------------------- | ----------------------- | ---- | -------- |
| 1.    | Japán                   | 10 | 6  | 2 | 2 | 17 | 7  | +10 | 20 | Kijutott a 2018-as világbajnokságra |     | —     | 2–1          | 2–0                 | 1–2                     | 2–1  | 4–0      |
| 2.    | Szaúd-Arábia            | 10 | 6  | 1 | 3 | 17 | 10 | +7  | 19 | Kijutott a 2018-as világbajnokságra |     | 1–0   | —            | 2–2                 | 3–0                     | 1–0  | 1–0      |
| 3.    | Ausztrália              | 10 | 5  | 4 | 1 | 16 | 11 | +5  | 19 | Negyedik forduló                    |     | 1–1   | 3–2          | —                   | 2–0                     | 2–0  | 2–1      |
| 4.    | Egyesült Arab Emírségek | 10 | 4  | 1 | 5 | 10 | 13 | −3  | 13 |                                     |     | 0–2   | 2–1          | 0–1                 | —                       | 2–0  | 3–1      |
| 5.    | Irak                    | 10 | 3  | 2 | 5 | 11 | 12 | −1  | 11 |                                     | 1–1 | 1–2   | 1–1          | 1–0                 | —                       | 4–0  |          |
| 6.    | Thaiföld                | 10 | 0  | 2 | 8 | 6  | 24 | −18 | 2  |                                     | 0–2 | 0–3   | 2–2          | 1–1                 | 1–2                     | —    |          |

## Negyedik forduló
A harmadik forduló két csoportjának harmadik helyezettje oda-visszavágós mérkőzést játszott egymással. A győztes interkontinentális pótselejtezőt játszott, a vesztes kiesett.

A pályaválasztókról a harmadik forduló sorsolása során döntöttek egy külön sorsolással.
| 1. csapat | Össz.Tooltip Aggregate score | 2. csapat  | 1. mérk. | 2. mérk.   |
| --------- | ---------------------------- | ---------- | -------- | ---------- |
| Szíria    | 2–3                          | Ausztrália | 1–1      | 1–2 (h.u.) |

| 2017. október 5. 20:30 (UTC+8) |

| Szíria                  | 1–1               | Ausztrália |
| ----------------------- | ----------------- | ---------- |
| Al Somah 85' (11-esből) | (0–1) Jegyzőkönyv | Kruse 40'  |

| Hang Jebat Stadium, Krubong, Malajzia Nézőszám: 2150 Játékvezető: Alirezá Fagáni (iráni) |

| 2017. október 10. 20:00 (UTC+11) |

| Ausztrália      | 2–1 (h. u.)                 | Szíria                   |
| --------------- | --------------------------- | ------------------------ |
| Cahill 13' 109' | (1–1, 1–1, 2–1) Jegyzőkönyv | Al Somah 6' Al Mawas 94′ |

| Stadium Australia, Sydney Nézőszám: 42 000 Játékvezető: Ravshan Ermatov (üzbég) |

## Interkontinentális pótselejtező
Az ötödik helyezett csapatnak interkontinentális pótselejtezőt kellett játszania.
Az alábbi négy helyen végző válogatottak játszanak pótselejtezőt:
- ázsiai 5. helyezett
- észak-amerikai 4. helyezett
- dél-amerikai 5. helyezett
- óceániai csoport győztese

A párosításról sorsolás döntött, melyet 2015. július 25-én tartottak Szentpéterváron. A dél-amerikai ötödik helyezett csapat az óceániai csoport győztesével játszik. A párosítás győztese jut ki 2018-as labdarúgó-világbajnokságra.
Az interkontinentális pótselejtezőkre 2017. november 6-án és 14-én kerül sor.
| 1. csapat | Össz.Tooltip Aggregate score | 2. csapat  | 1. mérk. | 2. mérk. |
| --------- | ---------------------------- | ---------- | -------- | -------- |
| Honduras  | 1–3                          | Ausztrália | 0–0      | 1–3      |